# 文太俊
 文 太俊 （ムン・テジュン、문태준、1970年 - ）は韓国の詩人。慶尚北道金泉市出身。本貫は南平文氏。

## 略歴
文太俊の詩は、韓国の抒情詩の伝統的な系譜を継いでいるという評価を受けている。彼は、詩人の同僚から「今年の一番素晴らしい詩と詩人」として選ばれた。
彼は、個人がひそかに抱える傷を、温かい言葉で癒してくれる詩人である。激しい社会の暴力と抑圧のため、困窮に陥った人々に慰めの言葉を送る詩を発表している。
彼は何よりも対話を重要視している。存在と存在の間の十分な交流・交感を強調しており、主体と客体は分離されるのではなく一つになることを志向している。これらはやはり伝統的な抒情詩を継いでいるといえる。

## 受賞歴
- 1994年、文芸中央新人文学賞
- 2002年、高麗大学文人会新人作家賞
- 2004年、第17回東西文学賞
- 2005年、第5回未堂文学賞
- 2006年、第21回素月詩文学賞大賞

## 主な作品
詩集
- 2000年、『수런거리는 뒤란』(ざわめく裏手)[3]
- 2004年、『맨발』(素足)
- 2006年、『가재미』(カレイ)

散文集
- 2007年、『포옹 – 당신을 안고 내가 물든다』(抱擁、あなたを抱きしめて私が染まる)